# Заслуженный деятель науки и техники Украины
Заслу́женный де́ятель нау́ки и те́хники Украи́ны (укр. Заслужений діяч науки і техніки України) — почётное звание Украины, присваиваемое Президентом Украины гражданам Украины, иностранцам и лицам без гражданства.
Звание присваивается научным работникам, имеющим учёную степень доктора или кандидата наук за выдающиеся труды в области науки и техники, дизайна и эргономики, получившие международное признание или подготовку высококвалифицированных научных кадров.

## История награды
Самым первым предшественником награды было звание «Заслуженный деятель науки и техники или искусства» УССР. Затем название неоднократно изменялось: «Заслуженный деятель науки УССР», «Заслуженный деятель науки и техники УССР»; в постановлении Президиума ВС УССР от 10 октября 1969 года значилось уже только звание «Заслуженный деятель науки УССР». С 1988 по 2001 год действовало почётное звание Заслуженный деятель науки и техники Украинской ССР.
В связи с принятием Закона Украины «О государственных наградах Украины» в настоящее время действует звание «Заслуженный деятель науки и техники Украины». Лицам, удостоенным почётного звания, вручался нагрудный знак, который изготавливался из посеребренного цветного металла — томпака. В соответствии с указом Президиума Верховного Совета УССР нагрудный знак носился на правой стороне груди. Одним из первых его был удостоен Е. Л. Стрельцов (2002).

## Нагрудный знак
К почётному званию прилагается нагрудный знак, который имеет форму овального венка, образованного двумя ветвями лавровых листьев. Концы ветвей внизу обвиты лентой. В середине венка помещен фигурный картуш с надписью названия почётного звания. Картуш венчает малый Государственный Герб Украины. Лицевая сторона нагрудного знака выпуклая, все изображения и надпись рельефные. С обратной стороны нагрудного знака — застежка для прикрепления к одежды.
Размер нагрудного знака — 35×45 мм, материал — серебро.
Нагрудный знак носится с правой стороны груди.